# Govern de Catalunya 1995-1999
El govern de la Generalitat de Catalunya en el període 1995-1999, correspon a la V legislatura del període democràtic.

## Cronologia
Després de les eleccions del 17 de novembre de 1995 la candidatura encapçalada per Jordi Pujol de CIU obté una majoria relativa de 60 escons sobre els 34 del PSC-PSOE de Joaquim Nadal.
El 14 de desembre es fa el debat d'investidura i Jordi Pujol surt reelegit per cinquena vegada consecutiva com a President de la Generalitat de Catalunya en segona votació, en no comptar amb el suport de cap altre partit. El resultat va ser de 60 vots a favor (CIU), 24 en contra (ERC i ICV) i 48 abstencions de PSC i PP.

### Canvis al govern
Pujol nomena el seu govern l'11 de gener de 1996.
El canvi més destacat d'aquesta legislatura és la unificació de les conselleries d'Indústria i energia amb la de Comerç, consum i turisme per passar a formar un macrodepartament, només sis mesos després d'iniciar la legislatura.
L'altra reforma de govern es va produir al juliol de 1997 i es va mantenir fins al final de legislatura.

## Estructura de Govern
| President: Jordi Pujol i Soley (CIU) |

| Departament                            | Titulars                         | Titulars                         | Titulars                               |
| -------------------------------------- | -------------------------------- | -------------------------------- | -------------------------------------- |
| Departament                            | 11 de gener de 1996              | 7 de juny de 1996                | 30 de juliol de 1997                   |
| Presidència                            | Xavier Trias (CDC)               | Xavier Trias (CDC)               | Xavier Trias (CDC)                     |
| Governació                             | Xavier Pomés i Abella (CDC)      | Xavier Pomés i Abella (CDC)      | Xavier Pomés i Abella (CDC)            |
| Economia i Finances                    | Macià Alavedra i Moner (CDC)     | Macià Alavedra i Moner (CDC)     | Artur Mas i Gavarró (CDC)              |
| Ensenyament                            | Joan Maria Pujals i Vallvé (CDC) | Xavier Hernàndez Moreno (UDC)    | Xavier Hernàndez Moreno (UDC)          |
| Cultura                                | Joan Guitart i Agell (CDC)       | Joan Maria Pujals i Vallvé (CDC) | Joan Maria Pujals i Vallvé (CDC)       |
| Sanitat i Seguretat Social             | Eduard Rius i Pey (CDC)          | Eduard Rius i Pey (CDC)          | Eduard Rius i Pey (CDC)                |
| Política Territorial i Obres Públiques | Artur Mas i Gavarró (CDC)        | Artur Mas i Gavarró (CDC)        | Pere Macias (CDC)                      |
| Treball                                | Ignasi Farreres i Bochaca (UDC)  | Ignasi Farreres i Bochaca (UDC)  | Ignasi Farreres i Bochaca (UDC)        |
| Agricultura, Ramaderia i Pesca         | Francesc Xavier Marimon (CDC)    | Francesc Xavier Marimon (CDC)    | Francesc Xavier Marimon (CDC)          |
| Justícia                               | Núria de Gispert i Català (UDC)  | Núria de Gispert i Català (UDC)  | Núria de Gispert i Català (UDC)        |
| Indústria i Energia                    | Antoni Subirà i Claus (CDC)      | Antoni Subirà i Claus (CDC)      | Antoni Subirà i Claus (CDC)            |
| Comerç, Consum i Turisme               | Lluís Alegre i Selga (UDC)       | Antoni Subirà i Claus (CDC)      | Antoni Subirà i Claus (CDC)            |
| Indústria, Comerç, Turisme             | Unificació conselleries          | Antoni Subirà i Claus (CDC)      | Antoni Subirà i Claus (CDC)            |
| Benestar Social                        | Antoni Comas i Baldellou (CDC)   | Antoni Comas i Baldellou (CDC)   | Antoni Comas i Baldellou (CDC)         |
| Medi Ambient                           | Albert Vilalta Gonzalez (CDC)    | Pere Macias i Arau (CDC)         | Joan Ignasi Puigdollers i Noblom (UDC) |